# Ghemach
Ghemach (in ebraico: גמ"ח?, plur., גמחים, ghemachim, abbreviazione di גמילות חסדים, ghemilut chassadim, "atti di bontà") è un fondo ebraico di finanziamento libero senza interessi che segue il comandamento positivo della  Torah di prestare denaro e il divieto di ricarica di interessi su un prestito. A differenza dei prestiti bancari, i prestiti ghemach sono senza tasso d'interesse e spesso concessi con notevoli facilitazioni di restituzione.
Il ghemach sono attivi nella maggioranza delle comunità ebraiche. Il concetto tradizionale di ghemach — cioè quello di fondo finalizzato al prestito — accorda prestiti a breve o lungo termine per ogni esigenza, compresi i prestiti di emergenza, le spese mediche, spese per matrimoni, ecc. Tuttavia spesso si amplia il concetto di ghemach a comprendere prestiti senza tasso d'interesse per articoli casalinghi, abbigliamento, libri, attrezzature, servizi e consulenza.
Il ghemach possone venir gestiti su base comunitaria (dai tesorieri dei fondi comunitari) e/o su base interna (ad esempio da imprese, organizzazioni, scuole e famiglie). L'ideale di contribuire a formare un proprio ghemach fu reso popolare da Rabbi Yisrael Meir Kagan (il Chofetz Chaim), che trattò molte questioni halachiche ("Legge ebraica") su tale pratica ed ebbe a lodarne i benefici spirituali nel suo libro più famoso, Ahavas Chesed ("Gentilezza amorevole").

## Fonti bibliche
I ghemachim in denaro adempiono l'imperativo biblico: "Se tu presti denaro a qualcuno del mio popolo, all'indigente che sta con te, non ti comporterai con lui da usuraio: voi non dovete imporgli alcun interesse." (Esodo 22:24) e quello del Levitico: "Non gli presterai il denaro a interesse, né gli darai il vitto a usura." (25:37).
I ghemachim che forniscono altri servizi, come abbigliamento, libri e attrezzature, ottemperano al comandamento biblico di bontà e amore, "Ama il prossimo tuo come te stesso" (Levitico 19:18).

## Origini storiche
I gemachIm, noti come Hebrew Free Loan Societies nei paesi anglofoni, furono tra le prime istituzioni create dagli emigrati ebrei negli Stati Uniti che provenivano dell'Europa orientale. La maggioranza dei ghemach furono fondati tra il 1880 e il 1914 nelle comunità dove si stabilivano le famiglie ebree ma alcuni fondi furono attivati fino agli anni 1940. Il ghemach "Hebrew Free Loan Society of New York", il primo ghemach in America, fu creato nel 1892 quando 11 persone raccolsero i loro risparmi per attivarlo. Inizialmente raccolsero US$95, che vennero prestati in incrementi di US$5 e US$10. Questa società esiste tutt'oggi.
Alla fine del XX secolo esistevano circa 500 ghemachim negli Stati Uniti d'America. Una delle ragioni per la loro crescita si doveva al fatto che le banche americane non volevano far prestiti a ebrei con basso reddito. Tuttavia, con la rate di restituzione in eccesso del 99%, le banche infine si resero conto che i mutuatari ebrei erano clienti desiderabili ed iniziarono a far prestiti negli anni '40.
La grande recessione ha provocato una rinascita di ghemachim in diverse città. Negli Stati Uniti d'America, Milwaukee,  che aveva un ghemach a fine secolo, sta creandone un altro a breve termine.

## Tipi di prestito
I ghemachim sono noti specialmente per concedere prestiti a breve o lungo termine.
La dimensione del prestito dipende dalle risorse del prestatore. Un ghemach per scopi domestici può erogare prestiti dai US$100 (o euro e altra valuta equivalente) in su, mentre un ghemach per matrimoni può essere esteso a diverse migliaia di dollari (o equiv.). In genere i  ghemachim offrono anche condizioni favorevoli di rimborso, permettendo agli assegnatari di rimborsare il prestito in un lungo periodo di tempo, secondo l'imperativo di "fare atti di benevolenza." Una famiglia di Gerusalemme offre prestiti di US$750 con rate di restituzione di US$150 mensili. Un ghemach matrimoniale offre un prestito di US$3000 con ripagamenti di US$100 mensili.
Mentre famiglie povere o persone indebitate usano il ghemach frequentemente, i beneficiari non devono necessariamente esser poveri. I ghemachim in denaro vengono utilizzati anche da studenti, lavoratori o qualsiasi persona necessiti di un prestito. Ghemachim interni sono molto comuni nelle yeshivot, sinagoghe e luoghi di lavoro.
Il concetto di ghemach è stato anche esteso ad includere prestiti senza interesse per articoli domestici, per vestiti, libri, attrezzature, servizi e consulenze. Si riporta qui appresso un campione di servizi ghemach pubblicato nella rubrica telefonica di Gerusalemme del 2002:
Sedie e altre necessità funebri; vettovaglie per simcha (feste); pasti per indigenti; pasti per visitatori di ospedali; scatoloni per traslochi; indumenti usati; francobolli inglesi e americani; fango del Mar Morto; ornamenti da ricamo; ostelli; ostelli vicino ad ospedali; trasporto di invalidi; necessità per matrimoni; abiti da sposa; vitamine e sanitari; tallit; carte telefoniche; cellulari; moduli per lettere; bruciatori; attrezzi; piatti per banchetti; tavoli e sedie; seggioloni; ventilatori; altoparlanti; giocattoli e necessità per neonati; valigie; mezuzah; materassi; partizioni e paraventi; computer; caraffe; letti pieghevoli; fornetti microonde; attrezzi da barbiere; inalatori; macchine per cucire; tovaglie; macchine fotografiche; coperte; proiettori; frigoriferi e congelatori; giochi; occhiali; candele; segulot; scale; vasi; scrolli Sifrei Torah; libri; culle; film; fornelli per lo Shabbat; candele dello Shabbat; mobili; aspirapolvere; chincaglierie ed altro.
L'elenco telefonico di Neve Yaakov (sobborgo di Nord Gerusalemme) include attualmente annunci economici ghemach di idraulici e chitarristi che offrono consulenze gratis per telefono.

## Rimborso
Per garantire la restituzione di un prestito, in genere i gHemachim richiedono al mutuatario di fornire due garanti come cofirmatari del prestito (nella Halakhah questa richiesta si chiama areivut). Nel caso in cui il debitore non riesca a ripagare in tempo, il gestore del gemach può rivolgersi a questi co-firmatari per esigere il rimborso, un diritto che viene accolto anche dal Beth Din (Tribunale rabbinico).
Ci sono leggi che riguardano anche le persone che prendono in prestito abbigliamento, attrezzature o altri articoli da un fondo ghemach. Beni danneggiati devono essere sostituiti o rimborsati. Anche se un ebreo ha il comandamento di "prestare ai bisognosi" non è però obbligato a continuare a prestare a qualcuno che perde costantemente le cose prese o le restituisce danneggiate.